# Kōichi Saitō (réalisateur)
Pour les articles homonymes, voir Kōichi Saitō.
Kōichi Saitō (斎藤 耕一, Saitō Kōichi) né le 3 février 1929 à Tokyo et mort le 28 novembre 2009 à Hino, est un réalisateur, scénariste et photographe japonais.

## Biographie
Kōichi Saitō a réalisé 33 films et est l'auteur de 17 scénarios entre 1963 et 2004.

## Filmographie
Sauf indication complémentaire, la filmographie de Kōichi Saitō est établie à partir de la base de données JMDb.

### Réalisateur
La mention « +Scénariste » indique que Kōichi Saitō est aussi auteur du scénario.
- 1967 : Jo qui chuchote (囁きのジョー, Sasayaki no Jō?)[2] +Scénariste
- 1968 : Omoide no yubiwa (思い出の指輪?)
- 1968 : Niji no naka no remon (虹の中のレモン?)
- 1968 : Chiisana sunakku (小さなスナック?)
- 1969 : Ochiba to kuchizuke (落葉とくちづけ?) +Scénariste
- 1969 : Aisuru ashita (愛するあした?) +Scénariste
- 1969 : Umi wa furimukanai (海はふりむかない?)
- 1970 : Tōkyō－Pari: Seishun no jōken (青春の条件 東京－パリ?) +Scénariste
- 1970 : Hatoba onna no burūsu (波止場女のブルース?)
- 1971 : Naikai no wa (内海の輪?)
- 1971 : Memai (めまい?)
- 1971 : Tabiji Ofukurosan yori (旅路 おふくろさんより?) +Scénariste
- 1970 : Kigeki: Hanayome sensō (喜劇 花嫁戦争?) +Scénariste
- 1972 : Le Rendez-vous (約束, Yakusoku?)[3]
- 1972 : Voyage solitaire (旅の重さ, Tabi no omosa?)[4],[5]
- 1973 : Kigeki: Koko kara hajimaru monogatari (喜劇ここから始まる物語?)
- 1973 : Hana shinjū (花心中?)
- 1973 : La Ballade de Tsugaru (津軽じょんがら節, Tsugaru jongara bushi?) +Scénariste
- 1974 : Yadonashi (無宿?)
- 1975 : Une nouvelle rencontre (再会, Saikai?)[6] +Scénariste
- 1975 : Takehisa Yumeji monogatari: Koisuru (竹久夢二物語 恋する?)
- 1976 : Tōga (凍河?)
- 1977 : Shōkei (憧憬?)
- 1977 : Kisetsufū (季節風?)
- 1978 : Nagisa no shiroi ie (渚の白い家?) +Scénariste
- 1979 : Shiawase o sekai no tomo ni (幸せを世界の友に?)
- 1980 : Kōfukugō shuppan (幸福号出帆?)
- 1988 : Aoi sanmyaku '88 (青い山脈 ’８８?)
- 1990 : Ningen no sabaku (人間の砂漠?)
- 1993 : Bōkyō (望郷?)
- 1999 : Wakkanai hatsu: Manabiza (稚内発 学び座?) +Scénariste
- 2001 : Oyabun wa Iesu-sama (親分はイエス様?) +Scénariste
- 2004 : Onigiri: Arcadia monogatari (おにぎり ＡＲＣＡＤＩＡ物語?) +Scénariste

### Scénariste
- 1963 : Gakuen hiroba (学園広場?) de Tokujirō Yamazaki
- 1964 : Les Lundis de Yuka (月曜日のユカ, Getsuyōbi no Yuka?) de Kō Nakahira
- 1965 : Kenjū yarō (拳銃野郎?) de Motomu Ida
- 1967 : Hana no utage (花の宴?) de Hirokazu Ichimura
- 1979 : Kindaichi Kosuke no boken (金田一耕助の冒険?) de Nobuhiko Ōbayashi

## Distinctions
Sauf indication contraire, les informations mentionnées dans cette section peuvent être confirmées par la base de données cinématographiques IMDb,  présente dans la section « Liens externes ».

### Récompenses
- 1973 : prix Mainichi du meilleur réalisateur pour Tabi no omosa et Yakusoku[7]
- 1974 : prix Mainichi du meilleur film pour La Ballade de Tsugaru[8]
- 1974 : prix Kinema Junpō du meilleur film et du meilleur réalisateur pour La Ballade de Tsugaru[9]

### Sélections
- 1972 : Le Rendez-vous est présenté en compétition pour l'Ours d'or à la Berlinale